# Эфиопская народно-революционная партия

Эмблема партии в 1990-х

Эфиопская народно-революционная партия (амх. የኢትዮጵያ ሕዝባዊ አብዮታዊ ፓርቲ), также yä Ityop’ya Həzbawi Abyotawi Parti, IHAPA — эфиопская марксистская политическая партия, старейшая в стране. Основана представителями левой политэмиграции в начале 1970-х. Поддержала свержение монархии, но выступала против коммунистического режима ДЕРГ, считая, что тот узурпировал и извратил революционный процесс. В 1976 году ДЕРГ развернул кампанию смертоносных репрессий против партии, на которые та ответила вооружённым сопротивлением и активно участвовала в гражданской войне против режима. Число членов и сторонников партии исчислялось десятками тысяч, но она была практически уничтожена властями. После 1991 года — левосоциалистическая оппозиционная партия.

## Марксистское подполье
На рубеже 1960—1970-х в Университете Хайле Селассие I возникли подпольные группы леворадикальных студентов. Они выступали за революционное свержение эфиопской монархии, радикальный слом феодальных порядков, установление демократической республики и социалистическое преобразование общества. В этих идеях прослеживалось влияние марксистских антиколониальных движений ПАИГК и ФРЕЛИМО, взглядов Хо Ши Мина, призывов Че Гевары.
Власти жёстко преследовали эти группы, многим активистам приходилось эмигрировать (обычно в Алжир или страны Западной Европы), где они продолжали свою учёбу и политическую деятельность. Так, группа Берханемескеля Реды совершила угон самолёта в Алжир через Судан. Это эфиопское студенческое движение заложило основы левых организаций последующего десятилетия.

## Структура и руководство
На съезде 2 апреля—9 апреля 1972 года в Западном Берлине эфиопские левые эмигранты учредили Народную организацию освобождения Эфиопии. Многие из них были выходцами из эфиопского студенческого движения, включая Союз (первоначально Ассоциацию) эфиопских студентов в Северной Америке (ESUNA / ESANA) после раскола 1971 года. В создании НООЭ приняли участие представители марксистско-ленинской организации Демократический фронт освобождения Палестины. 
Впоследствии после слияния с несколькими меньшими революционными группами внутри Эфиопии организация была переименована в Эфиопскую народно-революционную партию (ЭНРП). Среди поглощённых ею течений были «Революция» (Abyot) во главе с инженером Гетачью Мару (его называли «первым маоистом в Эфиопии»), и «Красное знамя». Первоначально печатный орган партии, который начал издаваться подпольно в 1974 году, носил название Демократия («Демократия»). 
Были сформированы руководящие органы — Центральный комитет и Политбюро ЦК. Генеральным секретарём избран студент-политэмигрант Берханемескель Реда, организатор университетской марксистско-социалистической ячейки. Главным идеологом и стратегом партии, редактором партийной газеты Красная звезда с 1976 стал Гетачью Мару. Наиболее радикальные позиции занимали студенческие активисты Кифлу Тадессе, Тесфайе Дебессайе, Зэру Кехесен. Самыми влиятельными партийными лидерами были Берханемескль Реда и Тесфайе Дебессайе. Партия поддерживала такие массовые организации, как Союз революционной молодёжи Эфиопии, Организация эфиопских женщин, Революционный рабочий союз Эфиопии и Организация угнетённых солдат.

## Идеология и международные связи
Программа ЭНРП носила марксистский характер, со значительным влиянием коммунизма. Между разными течениями существовали тактические различия: одни предпочитали опору на крестьянство и концепцию партизанской войны в сельской местности (в духе Мао Цзэдуна), другие делали ставку на организацию пролетариата либо городскую герилью. ЭНРП с энтузиазмом поддерживала МПЛА в Анголе, установила связь с маоистским режимом КНР, поддерживала межпартийные контакты с Компартией Китая. Это свидетельствовало об изначальном дистанцировании партии от СССР и КПСС (когда Советский Союз активно поддержал диктатуру Менгисту Хайле Мариама, ЭНРП стала называть его «социал-империалистическим»).
Впоследствии, во второй половине 1970-х, ЭНРП контактировала и с Красными кхмерами. Партийная делегация посетила Китай и Кампучию. По словам Кифлу Тадессе, на встрече в Пномпене «Красные кхмеры» дали ряд рекомендаций представителям ЭНРП, однако он не уточняет их характер. В то же время член ЦК ЭНРП Мелаку Тегегне указывает на серьёзные идеологические различия: ЭНРП ориентировалась не столько на крестьянство, сколько на городскую интеллигенцию и рабочий класс, выступала против жёсткой централизации общества. В концепции ЭНРП важное место всегда занимали идеи республиканской демократии. Однако существуют предположение, что радикализм «Красных кхмеров», их однозначная ставка на вооружённое насилие как универсальный метод, оказали влияние на политику ЭНРП в 1976 и последующие годы.
Возможности ЭНРП для деятельности в Эфиопии были крайне ограничены. Воздействия на политическую ситуацию в стране партия почти не оказывала. Однако идеи пользовались определённой популярностью в среде студенческой и военной молодёжи.

## В гражданской войне

### Террор и контртеррор
В сентябре 1974 года ЭНРП приветствовала свержение императора Хайле Селассие I и ликвидацию монархии. Партия быстро приобрела заметное влияние в стране. Первоначально ЭНРП поддержала пришедший к власти Временный военно-административный совет (ДЕРГ), также декларировавший марксистско-ленинские позиции.
Но между правящим режимом Менгисту Хайле Мариама и ЭНРП быстро обозначились принципиальные разногласия. ЭНРП выступала против диктатуры и красного террора, обвиняла ДЕРГ в предательстве революции и установлении фашистского режима. Кроме того, возникли антагонизмы между ЭНРП и другой марксистско-социалистической организацией — Всеэфиопским социалистическим движением (ВЭСД, МЕЙСОН на языке оригинала), которое возглавлял Хайле Фида, в прошлом также студент-подпольщик. ВЭСД, как и ЭНРП претендовавшее на роль авангардной коммунистической партии, поддерживало режим Менгисту и некоторое время доминировало в коалиции Союз эфиопских марксистско-ленинских организаций (пока власти ДЕРГ не пошли на конфронтацию и с ним). Важная причина конфликта состояла в том, что ЭНРП представляла народность амхара, а ВЭСД — оромо.
Берханемескель Реда и Гетачью Мару были против перехода к вооружённой борьбе, поскольку считали партию не подготовленной к этому. Однако верх взяла радикальная линия Кифлу Тадессе и Тесфайе Дебессайе. В ответ на репрессии властей в качестве возмездия ЭНРП организовала собственный террор против функционеров ДЕРГ и ВЭСД. Партия активно участвовала в гражданской войне против правящего режима. Была сформирована Эфиопская народно-революционная армия (ЭНРА), развернувшая военные действия против правительственных войск.

Хотим мы того или нет, история эфиопского студенческого и молодёжного движения лучше всего характеризуется такими организациями, как ЭНРП и её вооружённое крыло ЭНРА… ДЕРГ против ЭНРП — главная страница истории страны в середине и конце 1970-х.

Регулярные силовые акции начались в сентябре 1976 года. Боевыми группами ЭНРП руководил Тесфайе Дебессайе. 23 сентября 1976 было совершено покушение на Менгисту Хайле Мариама, которое власти приписали ЭНРП. 26 сентября 1976 активисты ЭНРП убили идеолога ВЭСД и видного режимного функционера Фикре Мерида. Боевики ЭНРП совершили ряд вооружённых атак на высокопоставленных чиновников ДЕРГ. Жертвой пал и Теодрос Бекеле, член ВЭСД и лидер Всеэфиопского профсоюза, убитый 25 февраля 1977 года (впрочем, ходили слухи, что покушение было осуществлено не обвинённой в нём ЭНРП, а наёмниками Менгисту). Убийцы ещё одной сторонницы ВЭСД, радиожурналистки, поэтессы и исполнительницы Шевалул Менгисту, названные в прессе «проплаченными анархистами», были немедленно застрелены.

Террор и убийства, развязанные ЭНРП, уничтожили само понятие безопасности, — вспоминал через полтора десятилетия генерал менгистовского режима Генет Айель. — Убивали прямо у дверей штаб-квартиры ВВАС. Министры боялись идти в свои кабинеты. Ночевать старались в штабе, под военной охраной. Туда же вызывали парикмахера, потому что идти стричься в город было слишком опасно. Чтобы снабдить телохранителями всех, кто нуждался, просто не хватало войск. Мы не знали, что делать.

При этом на ЭНРП делались расчёты во внутренней борьбе в правящей группе — Тэфэри Бенти рассчитывал использовать партию в противостоянии с Менгисту. ДЕРГ определял ЭНРП как главного врага. ЭНРП объясняла свои террористические акты как вынужденную самооборону.

Они становились радикальнее ДЕРГ в своей социалистической программе. И такими же жестокими, как ДЕРГ и «Красные кхмеры».

### Война на разных фронтах

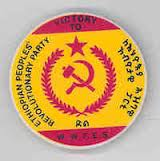
Значок с эмблемой партии

С осени 1976 года началась террористическая кампания против ЭНРП, которую власти клеймили то анархистской, то маоистской, то троцкистской (пожалуй, единственным аргументом в пользу последнего было изучение её членами трудов Исаака Дойчера); также она считалась «фанонистской» и «фокистской». Советская пропаганда, поддерживавшая Менгисту, характеризовала ЭНРП как «контрреволюционную» и «реакционную» силу (несмотря на её марксистскую идеологию). В 1977 году, после укрепления своего режима и заключения союза с СССР, Менгисту объявил полномасштабную войну ЭНРП и другим левым оппонентам, убив несколько сотен тысяч человек к моменту окончания правительственной кампании «красного террора» в 1978–1979 годах.
Наряду с правящим режимом и ВЭСД, противниками ЭНРП являлись другие организации вооружённой оппозиции — антикоммунистический Эфиопский демократический союз (ЭДС) и Народный фронт освобождения Тыграй (НФОТ). Между формированиями ЭНРП и НФОТ периодически происходили столкновения. Поскольку партия поддерживала самоопределение, вплоть до обретения независимости, для национальных меньшинств Эфиопии, включая Эритрею (эта позиция, впрочем, впоследствии была пересмотрена), союзнические отношения поддерживались с идеологически близким Народным фронтом освобождения Эритреи (НФОЭ). 
Под руководством Тесфайе Дебессайе и Зэру Кехесена формирования ЭНРП обосновались в Тыграй и попытались развернуть партизанскую войну в горном районе Асимба. Однако эти отряды были разбиты в междоусобных боях с НФОТ, после пятидневного сражения изгнавшим бойцов ЭНРП из их горной крепости. Лишь немногие активисты продолжали воевать, примкнув к НФОЭ или Фронту освобождения Эритреи (ФОЭ). После этого Дебессайе активизировал вооружённое подполье в Аддис-Абебе.
К 1978 году власти в основном подавили вооружённое сопротивление ЭНРП. Тесфайе Дебессайе покончил с собой. В 1979 году был арестован и казнён лидер партии Берханемескель Реда. (Практически одновременно был расстрелян его противник Хайле Фида — поддержавшее режимный террор ВЭСД тоже было уничтожено властями.) Были убиты и многие другие активисты ЭНРП. При неясных обстоятельствах погиб Гетачью Мару (существуют две версии его убийства — спецоперация госбезопасности режима либо конфликт с радикалами в самой ЭНРП). Многие активисты прошли через длительное тюремное заключение, в том числе автор и переводчик Небий Мэконнын. Попал в плен и с трудом сумел бежать из-под расстрела Берхану Нега, эмигрировал Андаргачью Тсидж. Три десятилетия спустя Нега и Тсидж создали Ginbot 7 — вооружённую оппозицию «послеменгистовскому» режиму. Бежавший из Эфиопии через суданскую границу молодой активист ЭНРП Адису Массала даже сумел стать депутатом Кнессета.

### Демократическая эволюция
С конца 1970-х деятельность ЭНРП снова велась в основном в эмиграции (как и деятельность ЭДС). Всемирная федерация эфиопских студентов (WWFES) фактически являлась массовой организацией ЭНРП в диаспоре. Остатки бойцов партии отступила на партизанские базы в сельских районах северной и западной Эфиопии. Вооружённую борьбу против режима Менгисту вели другие организации, прежде всего НФОТ. В 1980 году группа активистов во главе с Аддису Легессе вышла из ЭНРП и создала Эфиопское народно-демократическое движение, действовавшее в военно-политическом союзе с НФОТ. Новая организация вела вооружённую борьбу против режима в провинциях Бэгемдыр, Шоа и Уолло. Тогда же из партии вышел один из основателей — Кифлу Тадессе.
В ходе гражданской войны происходила определённая идеологическая эволюция ЭНРП — отход от ортодоксального коммунизма, акценты на демократических требованиях. Одной из причин конфликта с НФОТ стали маоистские и ходжаистские черты его идеологии. На Втором национальном съезде, который удалось провести в освобождённом районе Квара в 1984 году, ЭНРП официально отказалась от идеологии марксизма-ленинизма, хотя осталась марксистской партией. Съезд, на котором присутствовали делегаты как из эфиопского подполья, так и из-за рубежа, одобрил новую политическую программу, которая призывала к многопартийности и плюрализму, демократическим выборам, федерализму для решения этнических проблем в рамках единства.Были установлены союзные отношения с консервативным ЭДС. К названию партии стало добавляться слово «Демократическая».

## Оппозиция после войны
Гражданская война в Эфиопии завершилась в 1991 году падением режима Менгисту. Главную роль в этом сыграл НФОТ, ставший ядром Революционно-демократического фронта эфиопских народов (РДФЭН). ЭНРП со своими былыми неприятелями из ВЭСД входили в Коалицию эфиопских демократических сил (COEDF) — объединение организаций, боровшихся против режима, однако НФОТ и РДФЭН маргинализовали это объединение и не допустили к переустройству страны. НФОТ исключил ЭНРП и её союзников из состава участников конференции в Аддис-Абебе в июле 1991 года, на которой было сформировано переходное правительство.
Новое правительство Мелеса Зенауи продолжало репрессивную политику в отношении ЭНРП. Многие её лидеры вновь были арестованы, некоторые из них убиты. Власти предъявляли ЭНРП обвинения в террористических акциях. Современные лидеры ЭНРП Геннет Гырма, Мерша Йосеф, Абера Йеманиб подвергались арестам и различным срокам тюремного заключения. Парадоксальным образом повторилась история взаимоотношений ЭНРП с ДЕРГ.
В декабре 1993 года ЭНРП направила своих делегатов в составе COEDF на Конференцию мира и примирения в Гион в Аддис-Абебе, однако все делегаты были арестованы по прибытии в Аддис-Абебу, и одна из лидеров ЭНРП Геннет Гырма провела два месяца в столичной тюрьме. Со своей стороны, ЭНРП находится в жёсткой оппозиции властям, осуждает авторитарное правление и антисоциальную политику НФОТ, апеллирует к опыту Арабской весны. При этом игнорировались даже призывы авторитетного Кифлу Тадессе пойти на компромисс с РДФЭН.
Программные установки ЭНРП выдержаны в духе демократического социализма; программный документ 2009 года «Демократическая альтернатива (Проблемы и перспективы)» называет партию социал-демократической. В 2005 году ЭНРП примкнула к оппозиционной коалиции Объединённые эфиопские демократические силы. Интересно, что в этом объединении состоит не только ВЭСД, но ещё одна сила, ранее бывшая непримиримыми конкурентами ЭНРП — Эфиопская партия демократического единства, происходящая от ЭДС.
В апреле 2012 года в Аддис-Абебе отмечалось 40-летие создания ЭНРП.
История ЭНРП подробно изложена в книге Кифлу Тадессе Поколение: История Эфиопской народно-революционной партии. Термин «Поколение» принят как обозначение актива ЭНРП.

## Интересные факты
Член высшего руководства ЭНРП Геннет Гырма — дочь бывшего президента Эфиопии Гырмы Уольде-Гиоргиса Луки. Несмотря на уважение к отцу и хорошие отношения с ним, она выступает в жёсткой оппозиции правящему режиму. Некоторое время провела в тюрьме, после чего эмигрировала во Францию.